# جيك كول
جيك كول (بالإنجليزية: Jake Cole)‏ (11 سبتمبر 1985 هامرسميث المملكة المتحدة - ) هو لاعب كرة قدم بريطاني يلعب كحارس مرمى.

## روابط خارجية
- جيك كول على موقع قاعدة بيانات كرة القدم.إي يو (الإنجليزية)
- جيك كول على موقع Soccerbase.com (لاعب) (الإنجليزية)
- جيك كول على موقع Soccerway.com (الإنجليزية)